# Eustachy Iwanowski
Eustachy Antoni Heleniusz Iwanowski herbu Łodzia (ur. 1813 w Chałamigródku, zm. 7 lipca 1903 tamże) – polski historyk.
Syn Dezyderego Erazma Iwanowskiego herbu Łodzia (1780–1844), marszałka żytomierskiego i Klary Chojeckiej (1780–1826), córki Jana Nepomucena Chojeckiego (1748–1817), posła na Sejm Czteroletni.
Był jednym z ostatnich wychowanków Liceum Krzemienieckiego przed jego rozwiązaniem po powstaniu listopadowym. Początkowo gospodarował w swoim majątku ziemskim. Napisał szereg prac i opowiadań z dziejów Rusi Południowej pod pseudonimem Heleniusza w Krakowie. Dzięki znajomości stosunków na Wołyniu, Podolu i Ukrainie opisy, dotyczące przeszłości tych ziem, mają dużą wartość historyczną. Mając prawie 40 lat wydał w Paryżu w 1852 pamiątkę z odbytej pielgrzymki do Częstochowy w roku 1848. W 1863 odbył pielgrzymkę do Ziemi Świętej.
Do przyjaciół Iwanowskiego należeli Edward Rulikowski oraz Aleksander Karol Groza, który ostatnich pięć lat swojego życia przemieszkał w jego rezydencji w Chałaimgródku.
Pochowany w pobliżu kościoła św. Klary w Chałamigródku zachował się kamienny pomnik z napisem:

Eustachy-Antoni Heleniusz Iwanowski, ostatni herbu „Łodzia”, † 24.VI.1903 w Chałaimgródku przez lat 90.

## Ważniejsze dzieła
- Matka Boża na Jasnej Górze Częstochowskiej, Królowa Korony Polskiej... Paryż, 1852
- Kilka rysów i pamiątek (1860),
- Wspomnienia narodowe (Paryż, 1861),
- Listy z kraju i zagranicy, pisane r. 1863 i 1864 (1867),
- Rozmowy o Polskiej Koronie (Drukarnia Czasu, Kraków, 1873, t. 1–2),
- Wspomnienia lat minionych (1876, 2 tomy),
- Pielgrzymka do Ziemi Świętej odbyta w roku 1863 (1876)
- Pamiątki polskie z różnych czasów (1882, 2 tomy)
- Listki wichrem do Krakowa z Ukrainy przywiezione (1901, 2 tomy).